# Галогенування
Галогенува́ння — введення галогенів у молекули органічних сполук. Інша назва — галоїдування.

## Загальний опис
Здійснюється шляхом реакції заміщення атому або радикалу у органічній молекулі атомом галогену, або шляхом реакції приєднання атома галогену до молекули органічної речовини. Механізм заміщення або приєднання атому галогену в сполуках аліфатичного ряду — вільно-радикальний. В ароматичних сполуках заміщення проходить за іонним, а приєднання — за вільнорадикальним або електрофільним (взаємодія з подвійним зв'язком) механізмом. Заміщення гідроксильної групи -ОН на галоген здійснюється під дією концентрованих галогеновмісних кислот (HHal), а також PBr3, POCl3, SOCl2. Заміщення кисню у карбонільній групі внаслідок взаємодії з PCl5 призводить до утворення гемдигалогенідів.
Схема галогенування за механізмом вільних радикалів:
{\displaystyle {\mathsf {Cl\!\!-\!\!Cl}}\ {\stackrel {hv}{\longrightarrow }}\ {\mathsf {Cl}}\cdot {\mathsf {+}}\ {\mathsf {Cl}}\cdot }
{\displaystyle {\mathsf {Cl}}\cdot {\mathsf {+}}\ {\mathsf {R\!\!-\!\!H}}\rightarrow {\mathsf {R}}\cdot {\mathsf {+}}\ {\mathsf {H\!\!-\!\!Cl}}}
{\displaystyle {\mathsf {R}}\cdot {\mathsf {+}}\ {\mathsf {Cl\!\!-\!\!Cl}}\rightarrow {\mathsf {Cl}}\cdot {\mathsf {+}}\ {\mathsf {R\!\!-\!\!Cl}}}
Галогенування широко застосовується (особливо хлорування та фторування) при виробництві розчинників, барвників, лікарських засобів тощо.

## Гідрогалогенування
Приєднання галогенідів водню до кратних зв'язків молекул з утворенням, напр., алкілгалогенідів. Легкість приєднання до олефінів зменшується симбатно до атомного номера галогену, причому термінальний кратний зв'язок реагує легше внутрішнього.

## Гіпогалогенування
Введення галогену й гідроксигрупи в органічну сполуку шляхом приєднання гіпогалогенітних кислот HOHlg до кратних зв'язків:
>C=C< + HOHal →>C(OH)-(Hal)C<